# Liste der Monuments historiques in Chatonrupt-Sommermont
Die Liste der Monuments historiques in Chatonrupt-Sommermont führt die Monuments historiques in der französischen Gemeinde Chatonrupt-Sommermont auf.

## Liste der Objekte
| Bezeichnung                 | Beschreibung                           | Standort                                    | Kennzeichnung | Schutzstatus | Datum | Bild |
| --------------------------- | -------------------------------------- | ------------------------------------------- | ------------- | ------------ | ----- | ---- |
| Kreuzigungsgruppe           | Holz, farbig gefasst, 16. Jahrhundert  | Sommermont, in der Kirche St-Maurice (Lage) | PM52001426    | Classé       | 1985  |      |
| Skulptur Heiliger Mauritius | Stein, farbig gefasst, 17. Jahrhundert | Sommermont, in der Kirche St-Maurice (Lage) | PM52001427    | Classé       | 1985  |      |